# ABS-CBN (chaîne de télévision)
Pour la société philippine, voir ABS-CBN.
 (novembre 2024).
- Si vous ne connaissez pas le sujet, laissez ce bandeau (vous pouvez alors contacter les auteurs).
- Si vous supprimez le contenu mis en cause (vous pouvez préalablement contacter les auteurs),

argumentez précisément cette suppression dans la page de discussion
(un manque de référence n'est pas un argument ; une recherche réelle de référence doit avoir été effectuée, être formellement documentée).

## Programmes

### Programmesactuels[Quand?]
Information
- TV Patrol (ABS-CBN, 1987-en production) (téléjournal), présenté par Ted Failon, Korina Sanchez et Noli de Castro [Lundi au vendredi à 18h30]
  - TV Patrol Weekend (ABS-CBN, 2004-en production), présenté par Alvin Elchico et Zen Hernandez [Samedi à 17h45 / Dimanche à 17h30]
- News Patrol (ABS-CBN, 2005-en production) (téléjournal)
- Bandila (ABS-CBN, 2006-en production) (téléjournal), présenté par Ces Oreña-Drilon, Julius Babao et Karen Davila [Lundi au vendredi à 23h15]
- Umagang Kay Ganda (ABS-CBN, 2007-en production), présenté par Bernadette Sembrano, Anthony Taberna, Winnie Cordero, Ariel Ureta, Jorge Cariño, Amy Perez, Doris Bigornia et Zen Hernandez [Lundi au vendredi à 05h00]
- The Bottomline with Boy Abunda (ABS-CBN, 2009-en production), présenté par Boy Abunda [Samedi à 23h45]
- Failon Ngayon (ABS-CBN, 2009-en production), présenté par Ted Failon [Samedi à 20h30]
- Kuha Mo! (ABS-CBN, 2018-en production), présenté par Anthony Taberna [Samedi à 17h00]
- Mission Possible (ABS-CBN, 2015-en production), présenté par Julius Babao [Lundi à 24h00]
- My Puhunan (ABS-CBN, 2013-en production), présenté par Karen Davila [Mardi à 24h00]
- Red Alert (ABS-CBN, 2015-en production), présenté par Jeff Canoy [Mercredi à 24h00]
- Sports U (ABS-CBN, 2015-en production), présenté par Dyan Castillejo-Garcia [Jeudi à 24h00]
- Tapatan ni Tunying (ABS-CBN, 2013-en production), présenté par Anthony Taberna [Vendredi à 24h00]
- Rated K (ABS-CBN, 2004-en production), présenté par Korina Sanchez [Dimanche à 21h00]
- S.O.C.O. (Scene of the Crime Operatives) (ABS-CBN, 2005-en production), présenté par Gus Abelgas [Samedi à 16h00]
- Matanglawin (ABS-CBN, 2008-en production) (informatif), présenté par Kim Atienza [24/3-26/5/08: Lundi à 22h30; depuis 1/6/08: Dimanche à 09h15]
- Salamat Dok (ABS-CBN, 2004 - en production) (émission de télévision médicale), présenté par Bernadette Sembrano et Alvin Elchico [Samedi à 06h00 / Dimanche à 07h30]

Séries télévisées et feuilletons
- 100 Days to Heaven (ABS-CBN, 2011; rediffusion: 2020) (telenovela), avec Coney Reyes, Jodi Sta. Maria et Xyriel Manabat
- Got to Believe (ABS-CBN, 2013-2014; rediffusion: 2020) (telenovela), avec Kathryn Bernardo et Daniel Padilla
- Ipaglaban Mo (IBC, 1985-92 / ABS-CBN, 1992-99; depuis 2014 / GMA News TV, 2012-13) (série), présenté par Jose C. Sison et Jopet S. Sison [Samedi à 15h15]
- The Legal Wife (ABS-CBN, 2014; rediffusion: 2020) (telenovela), avec Angel Locsin, Jericho Rosales, Maja Salvador et JC de Vera
- Love in Sadness (MBC, 2019) (série) (2020), avec Ji Hyun-woo, Park Han-byul, Ryu Soo-young et Wang Bit-na
- Love Thy Woman (ABS-CBN, 2020) (série), avec Eula Valdes, Zsa Zsa Padilla, Sunshine Cruz, Ruffa Gutierrez, Christopher de Leon, Yam Concepcion, Xian Lim et Kim Chiu.
- Maalaala Mo Kaya (ABS-CBN, 1991-en production) (série), présenté par Charo Santos-Concio [Samedi à 20h00]
- Make It with You (ABS-CBN, 2020) (série), avec Liza Soberano et Enrique Gil
- May Bukas Pa (ABS-CBN, 2009-2010; rediffusion: 2020) (telenovela), avec Zaijian Jaranilla
- On the Wings of Love (ABS-CBN, 2015-2016; rediffusion: 2020) (telenovela), avec James Reid et Nadine Lustre
- Pamilya Ko (ABS-CBN, 2019-2020) (série), avec Sylvia Sanchez, JM de Guzman, Arci Muñoz et Joey Marquez
- Ang Probinsyano (ABS-CBN, 2015-en production) (série), avec Coco Martin
- A Soldier's Heart (ABS-CBN, 2020) (série), avec Gerald Anderson, Carlo Aquino, Nash Aguas, Elmo Magalona, Jerome Ponce, Vin Abrenica et Yves Flores
- Story of Yanxi Palace (iQiyi, 2018) (série) (2020), avec Wu Jinyan, Charmaine Sheh, Qin Lan, Nie Yuan, Xu Kai et Tan Zhuo
- Walang Hanggan (ABS-CBN, 2012; rediffusion: 2020) (série), avec Coco Martin, Julia Montes, Richard Gomez et Dawn Zulueta
- Wildflower (ABS-CBN, 2017-2018; rediffusion: 2020) (série), avec Maja Salvador

Variétés
- ASAP (ABS-CBN, 1995-en production) (spectacle de variété), présenté par tous les artistes [Dimanche à 11h45]
- It's Showtime (ABS-CBN, 2009-en production) (spectacle de variété), présenté par Vice Ganda, Vhong Navarro, Anne Curtis, Billy Crawford, Karylle, Kim Atienza, Jugs Jugueta, Teddy Corpuz, Jhong Hilario, Ryan Bang, Coleen Garcia et Eric Tai [Lundi au vendredi à 12h15 / Samedi à 12h00]

Comédies
- Banana Sundae (ABS-CBN, 2015-en production) (sitcom), avec Angelica Panganiban, John Prats, Jason Gainza et Zanjoe Marudo [Dimanche à 14h00]
- Home Sweetie Home (ABS-CBN, 2014-en production) (sitcom, avec Toni Gonzaga et John Lloyd Cruz [Samedi à 18h15]

Débats télévisés
- Magandang Buhay (ABS-CBN, 2016-en production) (talk show), présenté par Karla Estrada, Jolina Magdangal et Melai Cantiveros [Lundi au vendredi à 08h00]
- Tonight with Boy Abunda (ABS-CBN, 2015-en production) (show-biz), présenté par Boy Abunda [Lundi au vendredi à 22h50]

Jeux télévisés
Téléréalité
Informatif
- O Shopping (depuis le 7 octobre 2013)

Séries d'animation
- Spongebob Squarepants (Nickelodeon, 1999-en production) (animation) (2010-en production) [Dimanche à 08h30]
- Bienvenue chez les Loud (Nickelodeon, 2016-en production) (animation) (2020)

Éducatif
Religion
- The Healing Eucharist (ABS-CBN, 2007-en production) [Dimanche à 06h00]
- Kape't Pandasal (ABS-CBN 2004-en production, produit par Jesuit Communications Foundation)

Blocs de cinéma et les promos
- Kapamilya Blockbusters (ABS-CBN, 2010-en production) (cinéma) [Lundi au vendredi à 09h30]
  - KB Family Weekend (2017) [Samedi à 10h30 / Dimanche à 10h15]
  - Kapamilya Super Blockbusters (ABS-CBN, 2019) (cinéma) [Dimanche à 21h00]
- Ang Hari: FPJ on ABS-CBN (ABS-CBN, 2018-) (cinéma) [Dimanche à 15h30]
- Sunday's Best (ABS-CBN, 2006-en production) [Dimanche à 23h15]

Sportifs
- ABS-CBN Sports

### En préparation
- Ang Sa Iyo ay Akin (ABS-CBN, 2020) (série), avec Jodi Sta. Maria, Iza Calzado, Sam Milby et Maricel Soriano
- Kahit Minsan Lang (ABS-CBN, 2020) (série), avec Gerald Anderson, Vin Abrenica, Elmo Magalona, Jerome Ponce, Yves Flores, Nash Aguas et Carlo Aquino
- Thirty But Seventeen (Still 17) (SBS, 2018) (série) (2020), avec Yang Se-jong, Shin Hye-sun et Ahn Hyo-seop
- Perfume (KBS 2TV, 2019) (série) (2020), avec Shin Sung-rok, Ko Won-hee, Cha Ye-ryun et Kim Min-kyu
- The Tale of Nokdu (KBS 2TV, 2019) (série) (2020), avec Jang Dong-yoon, Kim So-hyun et Kang Tae-oh
- Miracle That We Met (KBS 2TV, 2019) (série) (2020), avec Kim Hyun-joo, Kim Myung-min, Ra Mi-ran, Kim Hwan-hee et Kim Jongin
- Melting Me Softly (tvN, 2019) (série) (2020), avec Ji Chang-wook et Won Jin-ah
- The Great Show (tVN, 2019) (série) (2020), avec Song Seung-heon, Lee Sun-bin et Lim Ju-hwan

### En pause
- Pilipinas Got Talent (ABS-CBN, 2010-présent), présenté par Billy Crawford et Toni Gonzaga
- Pinoy Big Brother (ABS-CBN, 2005-présent) (téléréalité)
- Little Big Shots (ABS-CBN, 2017-présent), présenté par Billy Crawford
- The Voice of the Philippines (ABS-CBN, 2013-présent)
- Your Face Sounds Familiar (ABS-CBN, 2015-présent), présenté par Billy Crawford
- Search for the Idol Philippines (ABS-CBN, 2019-présent), présenté par Billy Crawford
- I Can See Your Voice (ABS-CBN, 2017-présent), présenté par Luis Manzano

### Anciens programmes

#### depuis 2020
- Sandugo (ABS-CBN, 2019-2020) (série), avec Ejay Falcon, Elisse Joson et Aljur Abrenica
- Gandang Gabi, Vice! (ABS-CBN, 2011-en production) (talk show), présenté par Vice Ganda
- I Have a Lover (SBS, 2015-2016) (série) (2019), avec Kim Hyun-joo, Ji Jin-hee, Park Han-byul et Lee Kyu-han
- The Haunted (ABS-CBN, 2019-2020) (série), avec Jake Cuenca, Denise Laurel et Shaina Magdayao
- Flower Crew: Dating Agency (JTBC, 2019) (série) (2020), avec Seo Ji-hoon, Kim Min-jae, Gong Seung-yeon, Byun Woo-seok et Park Ji-hoon

#### entre 2019-2020
- Dok Ricky Pedia (ABS-CBN, 2017-2019), avec Dominic Ochoa
- Hotel del Luna (tvN, 2019) (série) (2019-2020), avec Lee Ji-eun et Yeo Jin-goo
- The Killer Bride (ABS-CBN, 2019-2020) (série), avec Maja Salvador, Janella Salvador, Joshua Garcia et Geoff Eigenmann
- Starla (ABS-CBN, 2019-2020) (série), avec Jana Agoncillo, Enzo Pelojero, Judy Ann Santos, Meryll Soriano, Joem Bascon et Raymart Santiago
- Touch Your Heart (tvN, 2019) (série) (2019-2020), avec Lee Dong-wook et Yoo In-na
- Parasite Island (ABS-CBN, 2019) (série), avec Rafael Rosell, Bernard Palanca, Michael Flores, Bianca Manalo, Ria Atayde et Desiree del Valle
- 100 Days My Prince (tvN, 2018) (série) (2019), avec Do Kyung-soo et Nam Ji-hyun
- NBA (2011-2019)
- Codename: Terrius (My Secret Terrius) (MBC, 2018) (série) (2019), avec So Ji-sub, Jung In-sun, Son Ho-jun et Im Se-mi
- Nang Ngumiti ang Langit (ABS-CBN, 2019) (série), avec Sophia Reola
- The General's Daughter (ABS-CBN, 2019) (série), avec Angel Locsin
- Gangnam Beauty (JTBC, 2018) (série) (2018), avec Im Soo-hyang, Cha Eun-woo, Jo Woo-ri et Kwak Dong-yeon
- Encounter (tvN, 2018-2019) (série) (2019), avec Song Hye-kyo et Park Bo-gum
- Los Bastardos (ABS-CBN, 2018) (série), avec Jake Cuenca, Diego Loyzaga, Albie Casiño, Marco Gumabao, Joshua Colet et Ronaldo Valdez
- Minute to Win It (ABS-CBN, 2013-2014, 2016-2017, 2019) (jeu télévisé), présenté par Luis Manzano [Lundi au vendredi à 17h50]
- Hiwaga ng Kambat (ABS-CBN, 2019) (série), avec Grae Fernandez et Edward Barber
- Sino ang May Sala?: Mea Culpa (ABS-CBN, 2019) (telenovela), avec Bela Padilla, Tony Labrusca, Ketchup Eusebio, Sandino Martin, Kit Thompson, Ivana Alawi et Jodi Sta. Maria
- Angel Wings (CTS, 2007-2008) (série) (2015-2019)
- My Hero Academia (animé)
- Halik (ABS-CBN, 2018) (telenovela), avec Jericho Rosales, Yen Santos, Sam Milby et Yam Concepcion
- Wansapanataym (ABS-CBN 1997-2005, 2010-en production) (série)
- World of Dance Philippines (ABS-CBN, 2019), présenté par Luis Manzano et Pia Wurtzbach
- Pareng Partners (ABS-CBN, 2018-en production), présenté par Anthony Taberna et Jorge Carino
- One Punch Man (animé)
- Kape at Salita (DZMM Radyo Patrol 630/DZMM TeleRadyo, 2018-2019)
- Playhouse (ABS-CBN, 2018) (telenovela), avec Zanjoe Marudo, Angelica Panganiban, Kisses Delavin et Donny Pangilinan
- Ngayon at Kailanman (ABS-CBN, 2018) (telenovela), avec Joshua Garcia, Julia Barretto et Alice Dixson
- Meteor Garden 2018 (Hunan TV, 2018) (série) (2018-2019), avec Shen Yue, Dylan Wang, Darren Chen, Connor Leong et Caesar Wu

#### entre 2018-2019
- Kadenang Ginto (ABS-CBN, 2018-2020) (série), avec Andrea Brillantes, Francine Diaz, Beauty Gonzalez, Albert Martinez, Dimples Romana et Adrian Alandy
- Coke Studio Philippines (saison 2) (The Coca-Cola Company/ABS-CBN, 2018)
- The Kids' Choice (ABS-CBN, 2018) (téléréalité)
- Star Hunt: The Grand Audition Show (ABS-CBN, 2018), présenté par Kim Chiu, Alex Gonzaga, Robi Domingo et Melai Cantiveros
- What's Wrong with Secretary Kim (tvN, 2018) (série) (2018), avec Park Seo-joon et Park Min-young
- Araw Gabi (ABS-CBN, 2018) (telenovela), avec JM de Guzman, Barbie Imperial et RK Bagatsing
- Asintado (ABS-CBN, 2018) (telenovela)
- Hwayugi (A Korean Odyssey) (tvN, 2016) (série) (2018), avec Lee Seung-gi, Cha Seung-won, Oh Yeon-seo, Lee Hong-ki et Jang Gwang
- Sana Dalawa Ang Puso (ABS-CBN, 2018) (telenovela), avec Jodi Sta. Maria, Richard Yap et Robin Padilla
- Bagani (ABS-CBN, 2018) (telenovela), avec Enrique Gil, Liza Soberano, Matteo Guidicelli, Sofia Andres et Makisig Morales
- The Blood Sisters (ABS-CBN, 2018) (telenovela), avec Erich Gonzales, Enchong Dee et Ejay Falcon
- My Time with You (The Time We Were Not in Love) (SBS, 2015) (série) (2018), avec Ha Ji-won et Lee Jin-wook
- Since I Found You (ABS-CBN, 2018) (telenovela), avec Piolo Pascual, Arci Muñoz, Empoy Marquez et Alessandra de Rossi
- Go Back Couple (KBS 2TV, 2017) (série) (2018), avec Son Ho-jun et Jang Nara
- Fight of Champions:  Manny Pacquiao vs.  Lucas Matthysse en Kuala Lumpur, Malaisie, produit par Solar Entertainment Corporation (15 juillet 2018)
- Doctor Crush (SBS, 2016) (série) (2018), avec Kim Rae-won et Park Shin-hye
- A Love So Beautiful (Zhi wo men dan chun di xiao mei hao) (Huace Media/Tencent Video, 2017) (série) (2018), avec Shen Yue et Hu Yitian
- W (MBC, 2016) (série) (2018), avec Lee Jong-suk et Han Hyo-joo
- Hanggang Saan (2017-2018) (telenovela), avec Sylvia Sanchez, Arjo Atayde, Maris Racal, Sue Ramirez et Yves Flores
- I'm Not a Robot (MBC, 2017-2018) (série) (2018), avec Yoo Seung-ho, Chae Soo-bin et Um Ki-joon
- The Good Son (ABS-CBN, 2017-2018) (telenovela), avec Joshua Garcia, Jerome Ponce, Mccoy de Leon, Nash Aguas, Loisa Andalio, Elisse Joson et Alexa Ilacad
- Black (OCN, 2017) (série) (2018), avec Song Seung-heon, Go Ara, Lee El et Kim Dong-jun
- La Luna Sangre (ABS-CBN, 2017-2018) (telenovela), avec Kathryn Bernardo et Daniel Padilla
- The King is in Love (MBC, 2017) (série) (2018), avec Im Si-wan, Im Yoo-nah et Hong Jong-hyun

#### entre 1989-2017
- Ikaw Lang Ang Iibigin (ABS-CBN, 2017-2018) (telenovela), avec Gerald Anderson, Kim Chiu, Jake Cuenca et Coleen Garcia
- Goblin (tvN, 2016-2017) (série) (2017-2018), avec Gong Yoo, Lee Dong-wook, Kim Go-eun, Yoo In-na et Yook Sung-jae
- Pusong Ligaw (ABS-CBN, 2017-2018) (telenovela), avec Sofia Andres, Diego Loyzaga, Bianca King et Beauty Gonzalez
- Hwarang (KBS2, 2016-2017) (série) (2017), avec Park Seo-joon, Go Ara et Park Hyung-sik
- MathDali (Knowledge Channel, 2016-en production)
- Miss Univers 2017 à Las Vegas, Nevada
- The Promise of Forever (ABS-CBN, 2017) (telenovela), avec Paulo Avelino, Ritz Azul et Ejay Falcon
- My Dearest Intruder (To the Dearest Intruder) (TTV, 2015) (série) (2017), avec Amber An, Melvin Sia, Aggie Hsieh et Marcus Chang
- Legend of the Blue Sea (SBS, 2016-2017) (série) (2017), avec Jeon Ji-hyeon et Lee Min-ho
- A Love to Last (ABS-CBN, 2017) (telenovela), avec Bea Alonzo et Ian Veneracion
- Lethal Weapon (Fox, 2015-en production) (série) (2017), avec Clayne Crawford, Damon Wayans, Keesha Sharp, Jordana Brewster, Kevin Rahm, Chandler Kinney et Johnathan Fernandez
- The Better Half (ABS-CBN, 2017) (telenovela), avec Shaina Magdayao, JC de Vera, Denise Laurel et Carlo Aquino
- Weightlifting Fairy (MBC, 2016-2017) (série) (2017), avec Lee Sung-kyung, Nam Joo-hyuk, Lee Jae-yoon et Kyung Soo-jin
- The Voice Teens (ABS-CBN, 2017) (téléréalité)
- My Dear Heart (ABS-CBN, 2017) (telenovela), avec Heart Ramos, Zanjoe Marudo et Bela Padilla
- I Can Do That (ABS-CBN, 2017) (téléréalité)
- Family Feud (ABS-CBN, 2016-2017) (jeu télévisé). présenté par Luis Manzano
- Langit Lupa (ABS-CBN, 2016-17) (telenovela), avec Yesha Camille et Xia Vigor
- The Greatest Love (ABS-CBN, 2016-2017) (telenovela), avec Sylvia Sanchez, Dimples Romana, Andi Eigenmann, Matt Evans, Arron Villaflor et Joshua Garcia
- Your Face Sounds Familiar Kids (ABS-CBN, 2017) (téléréalité), présenté par Billy Crawford
- Love in the Moonlight (KBS2, 2016) (série) (2017), avec Park Bo-gum, Kim Yoo-jung, Jinyoung, Chae Soo-bin et Kwak Dong-yeon
- Doble Kara (ABS-CBN, 2015-2017) (telenovela), avec Julia Montes
- Miss Univers 2016 à Manille, Philippines
- Till I Met You (ABS-CBN, 2016-17) (telenovela), avec James Reid, Nadine Lustre et JC Santos
- Oyayi (ABS-CBN, 2016-)
- Why Not? (ABS-CBN, 2016-)
- Magpahanggang Wakas (ABS-CBN, 2016-17) (telenovela), avec Jericho Rosales et Arci Muñoz
- Pinoy Boyband Superstar (ABS-CBN, 2016) (téléréalité)
- Born for You (ABS-CBN, 2016) (telenovela), avec Janella Salvador et Elmo Magalona
- Tubig at Langis (ABS-CBN, 2016) (telenovela), avec Cristine Reyes, Zanjoe Marudo, Isabelle Daza et Victor Silayan
- Dolce amore (ABS-CBN, 2016) (série), avec Enrique Gil et Liza Soberano
- My Super D (ABS-CBN, 2016) (série), avec Dominic Ochoa, Marco Antonio Masa, Bianca Manalo, Marvin Agustin, Sylvia Sanchez, Nonie Buencamino et Ronaldo Valdez
- We Will Survive (ABS-CBN, 2016) (série), avec Pokwang et Melai Cantiveros
- Jane the Virgin (The CW, depuis 2014) (série) (2016), avec Gina Rodriguez, Andrea Navedo, Yael Grobglas, Justin Baldoni, Ivonne Coll, Brett Dier et Jaime Camil
- Les Tortues Ninja (Nickelodeon, 2012 - 16) (animation)
- Mr. Bean, la série animée (ITV, 2002-04, 2015-) (sitcom) (2004-07, 2008-09, 2014, 2015-16), avec Rowan Atkinson
- Superbook Re-imagined (CBN, 2012-en production) (animation) (2014, 2015-16)
- The Story of Us (ABS-CBN, 2016) (série), avec Kim Chiu et Xian Lim
- Kris TV (ABS-CBN, 2011-2016) (talk show), présenté par Kris Aquino
- Game ng Bayan (ABS-CBN, 2016) (jeu télévisé), présenté par Robin Padilla, Alex Gonzaga, Angelica Panganiban, Eric Nicolas, Mary Jean Lastimosa et Negi Flores
- My Love Donna (Beloved Eun-dong) (JTBC, 2015) (série) (2016), avec Joo Jin-mo et Kim Sa-rang
- Kapamilya Weekend Specials (ABS-CBN, 2015-en production)
- And I Love You So (2015-2016) (telenovela), avec Julia Barretto, Miles Ocampo, Dimples Romana et Angel Aquino
- You're My Home (ABS-CBN, 2015-2016) (telenovela), avec Richard Gomez, Dawn Zulueta, Jessy Mendiola, JC de Vera, Sam Concepcion et Paul Salas.
- Nasaan Ka Nang Kailangan Kita (ABS-CBN, 2015) (telenovela), avec Vina Morales, Denise Laurel, Jane Oineza et Loisa Andalio
- All of Me (ABS-CBN, 2015-2016) (telenovela), avec JM de Guzman, Albert Martinez et Yen Santos
- Ningning (ABS-CBN, 2015-2016) (telenovela), avec Jana Agoncillo
- Nathaniel (ABS-CBN, 2015) (telenovela), avec Marco Masa
- Aquino & Abunda Tonight (ABS-CBN, 2014-2015) (show-biz), présenté par Boy Abunda et Kris Aquino
- Haikyū!! (2014) (animé) (2015) [Dimanche à 09h00]
- Max Steel (Disney XD, 2013/Netflix, depuis 2014) (animation) (2014 - en production), avec Andrew Francis
- Kung Fu Panda: Legends of Awesomeness (Nickelodeon, 2011-2016) (animation) (2015-2016)
- Superbook Classic (1981-82, 1983) (animation) (2014)
- Sports Unlimited (ABS-CBN, 1997-2015), présenté par Dyan Castillejo et Marc Nelson
- Pasión de amor (ABS-CBN, 2015) (telenovela), avec Jake Cuenca, Arci Muñoz, Ejay Falcon, Ellen Adarna, Joseph Marco et Coleen Garcia
- Pangako Sa ’Yo (ABS-CBN, 2015-2016) (telenovela), avec Daniel Padilla et Kathryn Bernardo
- Flordeliza (ABS-CBN, 2015) (telenovela), avec Ashley Sarmiento, Rhed Bustamante, Marvin Agustin, Jolina Magdangal, Desiree del Valle et Carlo Aquino
- Bridges of Love (ABS-CBN, 2015) (telenovela), avec Maja Salvador, Jericho Rosales et Paulo Avelino
- Oh My G! (ABS-CBN, 2015) (telenovela), avec Janella Salvador, Marlo Mortel et Manolo Pedrosa
- My Lovely Girl (SBS, 2014) (série) (2015), avec Rain, Krystal Jung, Cha Ye-ryun et L
- Let's Get Married (Marriage, Not Dating) (tvN, 2014) (série) (2015), avec Yeon Woo-jin, Han Groo, Jeong Jinwoon, Han Sun-hwa, Heo Jung-min et Yoon So-hee
- Your Face Sounds Familiar (ABS-CBN, 2015), présenté par Billy Crawford
  - Saison 1 (2015)
  - Saison 2 (2015)
- Inday Bote (ABS-CBN, 2015) (série), avec Alex Gonzaga
- My Giant Friend (France 3/Canal J/Gulli, 2009 - en production) (animation) (2014 - 2015)
- Forevermore (ABS-CBN, 2014-2015) (telenovela), avec Enrique Gil et Liza Soberano
- Fated to Love You (MBC, 2014) (série) (2015), avec Jang Hyuk, Jang Nara, Choi Jin-hyuk et Wang Ji-won
- Unforgettable Love (Loving, Never Forgetting) (Zhejiang TV, 2014) (série) (2015), avec Jerry Yan et Tong Liya
- Dream Dad (ABS-CBN, 2014-2015) (telenovela), avec Jana Casandra Agoncillo et Zanjoe Marudo
- The Buzz (ABS-CBN, 1999-2015) (show-biz), présenté par Boy Abunda, Toni Gonzaga et Kris Aquino
- Cedie, Ang Munting Prinsipe (1988) (animé) (1997-1998; 2015)
- Remi's Nobody Girl (TV Tokyo, 1996-1997) (animé) (1999; 2007-2008; 2015)
- The Adventures of Jimmy Neutron: Boy Genius (Nickelodeon, 2002-2006) (animation) (2010-2015), avec Debi Derryberry
- Two Wives (ABS-CBN, 2014) (telenovela), avec Kaye Abad, Jason Abalos, Erich Gonzales et Patrick Garcia
- Bagito (ABS-CBN, 2014-2015) (telenovela), avec Nash Aguas, Alexa Ilacad et Ella Cruz
- Dog of Flanders (1992-93) (animé) (1998-1999; 2015)
- Bet on Your Baby (ABS-CBN, 2013-2015) (jeu télévisé), présenté par Judy Ann Santos
  - Saison 1 (2013-2014)
  - Saison 2 (2014-2015)
- The Singing Bee (ABS-CBN 2008-10, 2013-2014, 2014-2015) (jeu télévisé), présenté par Amy Perez et Roderick Paulate (2013-15) (anciennement Cesar Montano, 2008-10)
- Faith (SBS, 2012) (série) (2014-2015), avec Lee Min-ho et Kim Hee-sun
- Give Love on Christmas (ABS-CBN, 2014-2015) (série)
- Ikaw Lamang (ABS-CBN, 2014) (telenovela), avec Coco Martin, Kim Chiu, Jake Cuenca et Julia Montes
- Princess Sarah (1985) (animé) (1995, 2005-2006, 2014-2015)  [Lundi au vendredi à 09h15]
- Angel Eyes (SBS, 2014) (série) (2014), avec Ku Hye Sun et Lee Sang-yoon.
- Precious Hearts Romances: Midnight Phantom (ABS-CBN, 2010) (série) (rediffusion: 2014), avec Rafael Rosell, Denise Laurel et Ina Raymundo
- I Do (ABS-CBN, 2014) (télé-réalité), présenté par Judy Ann Santos
- Miss Ripley (MBC, 2011) (série) (2014), avec Lee Da-hae, Park Yoochun, Kim Seung-woo et Kang Hye-jeong
- Pretty Man (KBS2, 2013-2014) (série) (2014), avec Jang Geun-suk, IU, Lee Jang-woo et Han Chae-young.
- Ana Manuela (A Vida da Gente) (Rede Globo, 2011-2012) (telenovela) (2014), avec Fernanda Vasconcellos, Rafael Cardoso, Thiago Lacerda et Marjorie Estiano.
- Coupe du monde de basket-ball masculin 2014 (produit par  Solar Entertainment Corporation)
- Hawak Kamay (ABS-CBN, 2014) (telenovela), avec Piolo Pascual, Iza Calzado, Nikki Gil, Zaijian Jaranilla, Xyriel Manabat, Andrea Brillantes et Yesha Camile
- Pure Love (ABS-CBN, 2014) (telenovela), avec Alex Gonzaga, Yen Santos, Joseph Marco, Matt Evans, Arjo Atayde, Yam Concepcion et Sunshine Cruz
- TUFF Puppy (Nickelodeon, 2010 - en production) (animation) (2014)
- Sana Bukas pa ang Kahapon (2014) (telenovela), avec Bea Alonzo, Paulo Avelino, Albert Martinez, Maricar Reyes, Dina Bonnevie, Tonton Gutierrez, Susan Roces, Eddie Garcia et Anita Linda
- The Heirs (SBS, 2013) (série) (2014), avec Lee Min-ho et Park Shin-hye
- The Voice Kids (ABS-CBN, 2014-en production)
  - Saison 1 (2014)
  - Saison 2 (2015)
  - Saison 3 (2016)
- Moon of Desire (ABS-CBN, 2014) (telenovela), avec Meg Imperial, JC de Vera, Ellen Adarna, Dominic Roque et Miko Raval
- Dyesebel (ABS-CBN, 2014) (telenovela), avec Anne Curtis, Gerald Anderson, Sam Milby et Andi Eigenmann
- When a Man Falls in Love (MBC, 2013) (série) (2013-14), avec Song Seung-heon, Shin Se-kyung, Chae Jung-an et Yeon Woo-jin
- Bet on Your Baby (ABS-CBN, 2013-2015, 2017) (jeu télévisé), présenté par Judy Ann Santos
- María Mercedes (ABS-CBN, 2013-2014) (telenovela), avec Jessy Mendiola
- Bukas Na Lang Kita Mamahalin (ABS-CBN, 2013) (telenovela), avec Gerald Anderson, Dawn Zulueta, Cristine Reyes, Diana Zubiri, Rayver Cruz, Tonton Gutierrez et Dina Bonnevie
- That Winter, The Wind Blows (SBS, 2013) (série) (2013), avec Jo In-sung, Song Hye-kyo, Kim Bum et Jung Eun-ji
- Muling Buksan Ang Puso (ABS-CBN, 2013) (telenovela), avec Julia Montes, Enrique Gil et Enchong Dee
- Love Rain (KBS2, 2012) (série) (2013), avec Yoona et Jang Geun-suk
- The Voice of the Philippines (ABS-CBN, 2013-en production) (télé-réalité)
  - Saison 1 (2013)
  - Saison 2 (2014-2015)
- A Promise of a Thousand Days (A Thousand Days' Promise) (SBS, 2011) (série) (2013), avec Soo Ae et Kim Rae-won
- Marvel Anime (animation)
  - Iron Man
  - X-Men (2013-2014)
  - Blade (2013-2014)
  - Wolverine (2014)
- Missing You (MBC, 2012-13) (série) (2013), avec Yoon Eun-hye, Park Yoochun et Yoo Seung-ho
- To the Beautiful You (SBS, 2012) (série) (2013), avec Sulli Choi, Choi Minho et Lee Hyun-woo
- Kuroko's Basketball (2012-en production) (animé) (2013-2015)
  - Saison 1 ( 2013)
  - Saison 2 ( 2014, 2015)
- Glory Jane (KBS2, 2011) (série) (2013), avec Chun Jung-myung, Park Min-young et Lee Jang-woo
- Ohlala Couple (KBS2, 2012) (série) (2013), avec Kim Jung-eun, Shin Hyun-joon, Han Jae-suk et Han Chae-ah
- Juan dela Cruz (ABS-CBN, 2013) (telenovela), avec Coco Martin et Erich Gonzales
- Kailangan Ko'y Ikaw (ABS-CBN, 2013) (telenovela), avec Robin Padilla, Anne Curtis et Kris Aquino
- Rooftop Prince (SBS, 2012) (série) (2013), avec Park Yoochun, Han Ji-min, Jeong Yu-mi, Lee Tae-sung, Lee Min-ho, Jung Suk-won et Choi Woo-sik
- Secret Love (Sungkyunkwan Scandal) (KBS2, 2010) (série) (2012-13), avec Park Min-young, Park Yoochun, Yoo Ah-in et Song Joong-ki
- Ni Hao, Kai-Lan (Nick Jr., 2007-11) (animation) (2012-13)
- Ina, Kapatid, Anak (ABS-CBN, 2012-2013) (telenovela), avec Kim Chiu, Maja Salvador, Xian Lim et Enchong Dee
- Kahit Puso'y Masugatan (ABS-CBN, 2012-2013) (telenovela), avec Iza Calzado, Andi Eigenmann, Jake Cuenca et Gabby Concepcion
- Be Careful with My Heart (ABS-CBN, 2012-2014) (telenovela), avec Jodi Sta. Maria, Richard Yap, Mutya Orquia, Janella Salvador et Jerome Ponce
- Promil Pre-School i-Shine Talent Camp (2012-en production), présenté par Dimples Romana, Matteo Guidicelli et Xian Lim
  - Saison 1 (2012)
  - Saison 2 (2013)
  - Saison 3 (2014)
- The Legend of Korra (Nickelodeon, 2012-2014) (animation)
- The X Factor Philippines (ABS-CBN, 2012) (télé-réalité), présenté par KC Concepcion
- Dream High (KBS, 2011) (série) (2012), avec Bae Suzy, Kim Soo-hyun, Ok Taecyeon, Ham Eun-jeong, Jang Wooyoung et IU
- Princess and I (ABS-CBN, 2012-2013) (série), avec Kathryn Bernardo, Daniel Padilla, Enrique Gil et Khalil Ramos
- Luv U (2012-2016) (sitcom), avec Miles Ocampo, Igi Boy Flores, Alexa Ilacad, Nash Aguas, Sharlene San Pedro, Jairus Aquino, Mika dela Cruz, Kobi Vidanes et Sophia Baars
- Sailor Moon (animé) ( 2012)
  - Sailor Moon R ( 2013)
- City Hunter (SBS, 2011) (série) (2012), avec Lee Min-ho, Park Min-young et Lee Joon-hyuk
- Heartstrings (MBC, 2011) (série) (2012), avec Jung Yong-hwa et Park Shin-hye
- Budoy (ABS-CBN, 2011-2012) (telenovela), avec Gerald Anderson, Jessy Mendiola et Enrique Gil
- My Fair Lady (KBS2, 2009) (série) (2011), avec Yoon Eun-hye, Yoon Sang-hyun, Jung Il-woo et Moon Chae-won
- Inazuma Eleven (2008-2011) (animé) (2011-12, 2013)
- Go Diego Go! (Nickelodeon, 2005-11) (animation) (2011-12)
- Nasaan Ka, Elisa? (ABS-CBN, 2011-2012) (telenovela), avec Melissa Ricks, Agot Isidro, Albert Martinez, Vina Morales, Mickey Ferriols, Eric Fructuoso, Joem Bascon, Desiree del Valle, Franco Daza, Isabella de Leon, Aldred Gatchalian et Alexa Ilacad
- My Binondo Girl (ABS-CBN, 2011-2012) (telenovela), avec Kim Chiu, Xian Lim, Jolo Revilla et Matteo Guidicelli
- María la del barrio (ABS-CBN, 2011-2012) (telenovela), avec Erich Gonzales et Enchong Dee
- Marry Me, Mary (Mary Stayed Out All Night) (SBS, 2010) (série) (2011), avec Moon Geun-young, Jang Geun-suk, Kim Jae-wook et Kim Hyo-jin
- My Girlfriend is a Gumiho (SBS, 2010) (série) (2011, 2014), avec Lee Seung-gi et Shin Min-a
- Frijolito (Amarte así) (Telemundo, 2005) (telenovela) (2011), avec Litzy, Mauricio Ochmann et Alejandro Felipe
- My Princess (MBC, 2011) (série) (2011), avec Song Seung-heon et Kim Tae-hee
- Mula Sa Puso (ABS-CBN, 2011) (série), avec Lauren Young, JM De Guzman et Enrique Gil
- Minsan Lang Kita Iibigin (ABS-CBN, 2011) (telenovela), avec Coco Martin, Maja Salvador, Andi Eigenmann et Martin del Rosario
- Cinderella's Sister (KBS2, 2010) (série) (2011), avec Moon Geun-young, Chun Jung-myung, Seo Woo et Ok Taecyeon
- I Love You So (Autumn's Concerto) (TTV, 2009-10) (série) (2011), avec Ady An, Vanness Wu et Tiffany Hsu
- Malparida (El Trece, 2010-11) (telenovela) (2011, annulée), avec Gonzalo Heredia, Juana Viale, Carina Zampini, Selva Alemán et Raúl Taibo
- Perfect Match (Personal Taste) (MBC, 2010) (série) (2010-11), avec Lee Min-ho et Son Ye-jin
- Mara Clara (ABS-CBN, 2010-2011) (telenovela), avec Kathryn Bernardo et Julia Montes
- Imortal (ABS-CBN, 2010-2011) (série), avec John Lloyd Cruz et Angel Locsin
- Metal Fight Beyblade (animé)
  - Saison 1 (2010-11, 2012)
  - Saison 2 (2014, annulée)
- He's Beautiful (You're Beautiful) (SBS, 2009) (série) (2010), avec Jang Geun-suk, Jung Yong-hwa, Park Shin-hye et Lee Hong-ki
- Avatar: The Legend of Aang (Nickelodeon, 2005-08) (animation) (2010-11, 2013-14)
- Dora the Explorer (Nickelodeon, 2000-en production) (animation) (2010-11)
- Magkaribal (ABS-CBN, 2010) (telenovela), avec Bea Alonzo, Gretchen Barretto, Angel Aquino, Derek Ramsay, Erich Gonzales et Enchong Dee
- Honey Watch Out (CTV, 2004) (série) (2010-2015)
- Pilipinas Got Talent (ABS-CBN, 2010-en production) (télé-réalité), présenté par Luis Manzano et Billy Crawford
  - Saison 1/Pilipinas Got More Talent (2010)
  - Saison 2/3 (2011)
  - Saison 4 (2013)
  - Saison 5 (2016)
- Rubí (ABS-CBN, 2010) (telenovela), avec Angelica Panganiban, Jake Cuenca, Shaina Magdayao et Diether Ocampo
- Dahil May Isang Ikaw (ABS-CBN, 2009-2010) (telenovela), avec Kristine Hermosa, Jericho Rosales, Lorna Tolentino, Gabby Concepcion, John Estrada, Chin Chin Gutierrez, Karylle et Sid Lucero
- Katorse (ABS-CBN, 2009-2010) (telenovela), avec Erich Gonzales, Ejay Falcon, Xian Lim et Enchong Dee
- Miss No Good (CTS, 2008) (série) (2009, 2010), avec Rainie Yang, Wilber Pan, Michelle Chen et Dean Fujioka
- Maria de Jesus: Ang Anghel sa Lansangan (Cuidado con el ángel) (Televisa, 2008-09) (telenovela) (2009-10), avec Maite Perroni et William Levy
- Love or Bread (CTV, 2008-09) (série) (2009), avec Joe Cheng et Ariel Lin
- Boys Over Flowers (KBS2, 2009) (série) (2009, 2009-10, 2011-11), avec Ku Hye Sun, Lee Min-ho, Kim Hyun-joong, Kim Bum et Kim Joon
- Reborn! (animé) ( 2009-11)
  - Saison 1/2 (2009)
  - Saison 3 (2010)
  - Saison 4 (2011, 2012-13)
- Tayong Dalawa (ABS-CBN, 2009) (telenovela), avec Kim Chiu, Gerald Anderson et Jake Cuenca
- Teamo Supremo (ABC/Toon Disney, 2002-2004) (animation) (2008-2009)
- Kahit Isang Saglit (ABS-CBN/Double Vision, 2008) (telenovela), avec Jericho Rosales et Carmen Soo
- I Love Betty La Fea (ABS-CBN, 2008-2009) (telenovela), avec John Lloyd Cruz et Bea Alonzo
- They Kiss Again (CTV, 2007-08) (série) (2008), avec Joe Cheng et Ariel Lin
- Las tontas no van al cielo (Televisa, 2008) (telenovela) (2008), avec Jaime Camil, Jacqueline Bracamontes et Valentino Lanús
- Romantic Princess (CTV, 2007) (série) (2008), avec Wu Chun, Angela Chang, Calvin Chen et George Hu
- My Girl (ABS-CBN, 2008) (telenovela), avec Kim Chiu, Gerald Anderson, Niña Jose et Enchong Dee
- Hana Kimi (Hanazakarino Kimitachihe) (CTS, 2006-07) (série) (2008), avec Ella Chen, Wu Chun, Jiro Wang et Danson Tang
- El cuerpo del deseo (Telemundo, 2005-06) (telenovela) (2008), avec Andrés García, Mario Cimarro et Lorena Rojas
- Naruto Shippuden (animé) (2008-2016)
  - Saison 1 ( 2008)
  - Saison 2 ( 2009)
  - Saison 3 ( 2010, 2011)
  - Saison 4 ( 2012)
  - Saison 5 ( 2013, 2013-14)
  - Saison 6 ( 2014)
  - Saison 7 ( 2015)
- Naruto (animé) (2008-09)
- Lobo (ABS-CBN, 2008) (telenovela), avec Piolo Pascual et Angel Locsin
- Spring Waltz (KBS2, 2006) (série) (2007-08), avec Seo Do-young, Han Hyo-joo, Daniel Henney et Lee So-yeon
- Bakugan Battle Brawlers (TV Tokyo, 2009-2010) (animé) (2009-2010)
- Zorro, The Sword and the Rose (Zorro, la espada y la rosa) (2007) (telenovela) (2007-08), avec Marlene Favela, Christian Meier, Harry Geithner, Andrea López, Arturo Peniche et Osvaldo Ríos
- American Dragon: Jake Long (Disney Channel, 2005-2007) (animation) (2007-2008)
- Gundam Seed Destiny (2004-05) (animé) (2007)
- Sana Maulit Muli (ABS-CBN, 2007) (telenovela), avec Kim Chiu et Gerald Anderson
- Princess Hours (MBC, 2006) (série) (2006-07, rediffusion: 2007-08, 2013-14), avec Yoon Eun-hye, Ju Ji-hoon, Kim Jeong-hoon et Song Ji-hyo
- Inocente de ti (Televisa/Univision, 2004-05) (telenovela) (2006-07), avec Valentino Lanús et Camila Sodi
- Maging Sino Ka Man (ABS-CBN, 2006-2007) (telenovela), avec John Lloyd Cruz, Bea Alonzo, Sam Milby et Anne Curtis
- Super Inggo (ABS-CBN, 2006-2007) (série), avec Makisig Morales
- It Started With a Kiss (CTV, 2005-06) (série) (2006-07), avec Joe Cheng et Ariel Lin
- Mirada de mujer (TV Azteca, 1997-98) (telenovela) (2006-07), avec Angélica Aragón, Ari Telch et Fernando Luján
- A Love to Kill (KBS2, 2005) (série) (2006), avec Rain, Sin Min-ah, Kim Sa-rang et Lee Ki-woo
- Kapamilya, Deal or No Deal (2016-2015) (jeu télévisé), présenté par Kris Aquino (2006-09)/Luis Manzano (2012-2015)
- My Girl (SBS, 2005-2006) (série) (2006, rediffusion: 2014), avec Lee Da-hae, Lee Dong-wook, Lee Joon-gi et Park Si-yeon
- Yakitate!! Ja-pan (2004-06) (animé) (2006, 2013)
- Kim Possible (Disney Channel, 2002-2007) (animation) (2006-2007), avec Christy Carlson Romano, Will Friedle, Nancy Cartwright, Tahj Mowry et John DiMaggio
- Sa Piling Mo (ABS-CBN, 2006) (telenovela), avec Piolo Pascual et Judy Ann Santos
- Mr. Bean (ITV, 1990-1995) (sitcom) (2005-2009, 2011, 2014), avec Rowan Atkinson
- Lilo and Stitch: The Series (ABC, 2003-2006) (animation) (2005-2006)
- Mermaid Melody Pichi Pichi Pitch (2003-2004) (animé)
- Pinoy Big Brother (ABS-CBN, 2005-en production) (télé-réalité)
  - Pinoy Big Brother (saison 1) (2005)
  - Pinoy Big Brother: Celebrity Edition/Teen Edition (2006)
  - Pinoy Big Brother (saison 2) (2007)
  - Pinoy Big Brother: Celebrity Edition 2 (2007-08)
  - Pinoy Big Brother: Teen Edition Plus (2008)
  - Pinoy Big Brother: Double Up (2009-10)
  - Pinoy Big Brother: Teen Clash of 2010 (2010)
  - Pinoy Big Brother: Unlimited (2011-12)
  - Pinoy Big Brother: Teen Edition 4 (2012)
  - Pinoy Big Brother: All In (2014)
  - Pinoy Big Brother: 737 (2015)
  - Pinoy Big Brother: Lucky Season 7 (2016-17)
- Pasión de amor (Pasión de gavilanes) (RTI/Telemundo/Caracol Televisión, 2003-04) (telenovela) (2005-06), avec Danna Garcia, Mario Cimarro, Paola Rey, Alfonso Baptista, Michel Brown et Natasha Klauss
- Goin' Bulilit (ABS-CBN, 2005-2019) (sitcom), avec Dagul, Cha-Cha Cañete, Bugoy Cariño, Izzy Canillo, Harvey Bautista, Lance Lucido, Mutya Orquia, JB Agustin et d'autres.
- Rubí (Televisa, 2004) (telenovela) (2005), avec Bárbara Mori, Eduardo Santamarina, Jacqueline Bracamontes, Sebastián Rulli et Ana Martín
- Lovers in Paris (SBS, 2004) (série) (2004-2005, rediffusion: 2014), avec Kim Jung-eun, Park Shin-yang et Lee Dong-gun
- Mr Bean, la série animée (ITV, 2002-2004, 2015-2016) (animation) (2014-2016), avec Rowan Atkinson
- Krystala (ABS-CBN, 2004-2005) (série), avec Judy Ann Santos
- Ragnarök the Animation (2004) (animé) (2004-05)
- Gundam SEED (2002-03) (animé) (2004-06)
- Hiram (ABS-CBN, 2004-2005) (telenovela), avec Judy Ann Santos
- 100 Deeds for Eddie McDowd (Nickelodeon, 1999-2002) (série) (2004-05), avec Brandon Gilberstadt, Morgan Kibby, Melanee Murray, Catherine MacNeal et William Francis McGuire
- Marina (ABS-CBN, 2004) (série) (rediffusion: 2008), avec Claudine Barretto
- Luisa (La hija del jardinero) (TV Azteca, 2003-04) (telenovela) (2003-2004), avec Mariana Ochoa et Carlos Torres
- Yu-Gi-Oh! (animé)
  - Yu-Gi-Oh! Duel Monsters (2000-04;  2003-05)
  - Yu-Gi-Oh! GX (2005-2011;  2006, saison 1)
  - Yu-Gi-Oh! 5D's (2008-11;  2012, 2014)
  - Yu-Gi-Oh! Zexal (2012-14;  2013)
- Sana'y Wala Nang Wakas (ABS-CBN, 2003-2004) (telenovela), avec Jericho Rosales, Kristine Hermosa, Diether Ocampo et Angelika dela Cruz
- Meteor Garden (CTS, 2001) (série) (2003, rediffusion: 2004, 2005, 2014), avec Barbie Hsu, Jerry Yan, Vic Zhou, Vanness Wu et Ken Chu
- Gata salvaje (Venevisión/Univision, 2002-03) (telenovela) (2003-05), avec Marlene Favela et Mario Cimarro
- Altagracia (La mujer de Judas) (RCTV, 2002) (telenovela) (2003), avec Astrid Carolina Herrera, Chantal Baudaux et Juan Carlos García
- Incredible Story Studio (YTV, 1997-2002) (série) (2002-05)
- 24 (FOX, 2001-10) (série) (2002-05)
- Alias (ABC, 2001-06) (série) (2002-04), avec Jennifer Garner
- Paloma (Cuando seas mía) (TV Azteca, 2001-02) (telenovela) (2002-03), avec Silvia Navarro et Sergio Basañez
- Cristina (El privilegio de amar) (Televisa, 1998-99) (telenovela) (2002-03), avec Adela Noriega, Helena Rojo, Andrés García, Enrique Rocha, René Strickler, Cynthia Klitbo, César Évora et Marga López
- Kay Tagal Kang Hinintay (ABS-CBN, 2002-2003) (telenovela), avec Lorna Tolentino, Jean Garcia, Edu Manzano, John Estrada, John Lloyd Cruz, Bea Alonzo et Rica Peralejo
- Les Bananes en pyjama (ABC, 1992-2011) (série) (2002-06), avec Ken Radley, Nicholas Opolski, Mary-Ann Henshaw, Taylor Owynns, Jeremy Scrivener et Shane McNamara
- Tres mujeres (Televisa, 1999-2000) (telenovela) (2001-02), avec Erika Buenfil, Alexis Ayala, Karyme Lozano, Jorge Salinas, Norma Herrera et Pedro Armendáriz Jr.
- Camila (Televisa, 1998-99) (telenovela) (2001), avec Bibi Gaytán, Eduardo Capetillo, Adamari López et Kuno Becker
- Round the Twist (1989-2001) (série) (2001-02)
- Lola (Bella calamidades) (Telemundo/Caracol Televisión, 2009-2010) (telenovela) (2013, annulée), avec Danna Garcia
- Pangako Sa 'Yo (ABS-CBN, 2000-2002) (telenovela) (rediffusion: 2006-2007), avec Jericho Rosales et Kristine Hermosa
- Pura sangre (RCTV, 1994) (telenovela) (2000-01), avec Lilibeth Morillo et Simón Pestana
- Marcelino (2000-2001) (animé)
- Rosalinda (Televisa, 1999) (telenovela) (2000), avec Thalía, Fernando Carrillo, Lupita Ferrer, Angélica María et Nora Salinas
- Saan Ka Man Naroroon (ABS-CBN, 1999-2001) (telenovela), avec Claudine Barretto, Rico Yan, Diether Ocampo, Leandro Muñoz, Gladys Reyes, G. Toengi, Mylene Dizon et Carlos Agassi
- Tabing Ilog (ABS-CBN, 1999-2003) (teen drama), avec Desiree del Valle, Jodi Sta. Maria, Paula Peralejo, Kaye Abad, Paolo Contis, Baron Geisler, Patrick Garcia et John Lloyd Cruz
- Lazos de amor (Televisa, 1995-96) (telenovela) (1997-98), avec Lucero Hogaza, Luis José Santander, Juan Manuel Bernal, Orlando Miguel, Marga López, Otto Sirgo et Silvia Derbez
- Marisol (Televisa, 1996) (telenovela) (1997), avec Erika Buenfil, Eduardo Santamarina et Claudia Islas
- Kassandra (RCTV, 1992-93) (telenovela) (1997), avec Coraima Torres, Osvaldo Ríos et Henry Soto
- !Oka Tokat (ABS-CBN, 1997-2002) (série), avec Agot Isidro, Ricky Davao, Diether Ocampo, Jericho Rosales, Angelika dela Cruz, Rica Peralejo, Paolo Contis et Marc Solis
- Mula Sa Puso (ABS-CBN, 1997-1999) (série), avec Claudine Barretto, Rico Yan, Princess Punzalan et Diether Ocampo
- Esperanza (ABS-CBN, 1997-1999) (telenovela), avec Judy Ann Santos, Wowie de Guzman, Piolo Pascual, Angelika dela Cruz, Marvin Agustin, Carmina Villaroel, Jolina Magdangal, Jericho Rosales, Charo Santos-Concio, Elizabeth Oropesa et Dante Rivero
- Gimik (ABS-CBN, 1996-1999) (teen drama), avec Judy Ann Santos, Rico Yan, Patrick Garcia, G. Toengi, Diether Ocampo, Marvin Agustin, Jolina Magdangal, Mylene Dizon, Bojo Molina, Diego Castro, Kaye Abad, Kristopher Peralta, Andrea Blaesi, LJ Moreno, Christine Young, Dominic Ochoa, Kristine Hermosa, Rica Peralejo, Paula Peralejo, John Lloyd Cruz, Cheska Garcia, Baron Geisler, Carlos Agassi et Laura James
- María Mercedes (Televisa, 1992-93) (telenovela) (1996-97), avec Thalía et Arturo Peniche
- Eat Bulaga! (RPN, 1979-1989; ABS-CBN, 1989-1995; GMA, 1995-en production) (émission de variétés), présenté par Tito Sotto, Vic Sotto et Joey de Leon [passe à GMA Network en 1995]
- Power Rangers ( 1995–1999, 2004, 2012, 2015)
  - Power Rangers : Mighty Morphin
  - Alien Rangers
  - Power Rangers : Zeo
  - Power Rangers : Turbo
  - Power Rangers : Wild Force
  - Power Rangers : Ninja Storm
  - Power Rangers : Dino Thunder
  - Power Rangers : SPD
  - Power Rangers: Mystic Force
  - Power Rangers: Operation Overdrive
  - Power Rangers : Jungle Fury
  - Power Rangers : RPM
  - Power Rangers : Samurai
  - Power Rangers : Super Samurai
  - Power Rangers : Megaforce
  - Power Rangers : Super Megaforce
  - Power Rangers : Dino Charge
  - Power Rangers : Dino Super Charge
  - Power Rangers : Ninja Steel
  - Power Rangers : Super Ninja Steel
  - Power Rangers : Beast Morphers
  - Power Rangers : Dino Fury
  - Power Rangers : Toujours vers le futur
  - Power Rangers : Cosmic Fury
- Home Along Da Riles (ABS-CBN, 1992-2003) (sitcom), avec Dolphy et Nova Villa
- Mara Clara (ABS-CBN, 1992-1997) (telenovela), avec Judy Ann Santos et Gladys Reyes
- Ultraman (TBS, 1966-67) (tokusatsu) (19??)
  - Ultraman Ace (1972-73;  1989-96)
  - Ultraman Gaia (1998-99;  2001-02)
  - Ultraman Max (2005-06;  2009)
  - Ultraman Mebius (2006-07;  2013-14, annulée)
- Dragon Ball (animé) (????)
- Winx Club (animation) (2004-2025)
- Hamtaro (TV Tokyo, 2000-2006) (animé) (????)
- Marina (telenovela, 2006) Telemundo/Caracol Televisión, 2006-07) (telenovela) Sandra Echeverría Mauricio Ochmann
- Operación Triunfo La 1 La 2 Clan TVE RTVE
- Doña Bárbara (telenovela) Telemundo/Caracol Televisión, 2008-09) (telenovela) Edith González Christian Meier
- Amigas y rivales Canal de las Estrellas Televisa (telenovela) Michelle Vieth
- 44 Chats (Rai Yoyo/Nick Jr. Italie, depuis 2018) (série d'animation) (2020)
- Regal Academy : L'Académie royale (Rai Yoyo, 2016-2018) (série d'animation) (2020)
- Aliados (Telefe, 2013-2014) (série) (2017)
- Mako Mermaids (Network Ten/Eleven, 2013-2016) (série), avec Chai Romruen, Isabel Durant, Allie Bertram, Gemma Forsyth, Linda Ngo, Taylor Glockner et Jeronimo Ruiz
- Fairy Tail (saison 3) (animé) (2015-2016)
- Yo soy Betty, la fea (RCN Televisión, 1999-2001) (telenovela) (2001-2002), avec Ana María Orozco, Jorge Enrique Abello, Natalia Ramírez, Lorna Cepeda, Luis Mesa, Julián Arango, Ricardo Vélez et Mario Duarte
- Les Thunderman : Incognito (Nickelodeon (chaîne de télévision), Kira Kosarin, Jack Griffo, (2013-2018)
- Bienvenue chez les Casagrandes (Nickelodeon (chaîne de télévision) (animation)
- Bob l'éponge (Nickelodeon (chaîne de télévision) (animation)
- Soy Luna (Disney Channel (Amérique latine), 2015-2018) Karol Sevilla, (série) (2016)

ABS-CBN  était une chaîne de télévision philippine appartenant à ABS-CBN Corporation.

La chaîne était également diffusée à l'international à travers The Filipino Channel.